# Yusuf Abdurisag
Yusuf Abdurisag (en arabe : يوسف عبد الرصاق), né le 6 août 1999 à Doha, est un footballeur international qatarien. Il joue au poste d'ailier à Al-Sadd.

## Carrière

### En club
Le 28 novembre 2018, il fait ses débuts avec Al-Sadd lors d'une victoire 1-2 face à Al-Khor en entrant à la 75e minute de jeu. 
Le 1 janvier 2019, il est prêté à Al-Arabi. Il joue son premier match le 13 février 2020 contre Al-Wakrah en coupe. 
Le 12 août 2020, il fait son retour à Al-Sadd.

### En sélection
Avec les moins de 20 ans, il participe à la coupe du monde 2019 en Pologne. Il joue les trois matchs de la phase de groupes. Le Qatar est éliminé après trois défaites.
Avec les moins de 23 ans, il participe en championnat d'Asie des moins de 23 ans de 2020. Il joue les 3 matchs de la phase de groupes et il a marque un but contre la Syrie. Avec 3 nuls en trois matchs, le Qatar quitte la compétition dès le premier tour. 
Le 5 septembre 2019, il joue son premier match avec le Qatar contre l'Afghanistan en deuxième tour des éliminatoires de la coupe du monde 2022 (victoire 6-0). Toujours dans ces éliminatoires, il marque son premier but en sélection le 10 octobre 2019 contre le Bangladesh (victoire 0-2).
En juillet 2021, il est retenu par le sélectionneur Félix Sánchez Bas afin de participer à la Gold Cup, organisée aux États-Unis. Lors de cette compétition, il est remplaçant et ne joue aucun match. Le Qatar s'incline contre l'hôte de la compétition, les États-Unis en demi-finales.

## Palmarès
Al Sadd Doha
- Championnat du Qatar (2) :
  - Champion : 2020-21 et 2021-22.

- Coupe du Qatar (1) :
  - Vainqueur : 2020-21.